# Округ Алстер (Њујорк)
Округ Алстер (енгл. Ulster County) је округ у америчкој савезној држави Њујорк. По попису из 2010. године број становника је 182.493.

## Демографија
Према попису становништва из 2010. у округу је живело 182.493 становника, што је 4.744 (2,7%) становника више него 2000. године.
| Група             | 2000.           | 2010.           |
| Белци             | 152.064 (85,5%) | 149.099 (81,7%) |
| Афроамериканци    | 9.646 (5,4%)    | 10.982 (6,0%)   |
| Азијати           | 2.199 (1,2%)    | 3.106 (1,7%)    |
| Хиспаноамериканци | 10.941 (6,2%)   | 15.909 (8,7%)   |
| Укупно            | 177.749         | 182.493         |